# شرنی‌فالوا
شِرِنی‌فالوا (به مجاری:  Serényfalva) یک منطقهٔ مسکونی در مجارستان است که در بورشود-آبااوی-زمپلن واقع شده‌است. شرنیفالوا ۹۸۳ نفر جمعیت دارد.